# Percy Liza
Carlos Percy Liza Espinoza (Chimbote, 10 april 2000) is een betaald voetballer uit Peru die doorgaans als aanvaller speelt.

## Clubcarrière
Liza speelde vanaf 2012 in de jeugd van José Gálvez. In 2014 maakte hij de overstap naar Deportivo José Olaya, daarna speelde hij jaar voor Centro de Formación Chimbote. In 2015 maakte hij de overstap naar Academia SiderPerú, daarna speelde hij twee jaar voor Universidad San Pedro, waarna hij verkaste naar Sporting Cristal.

## Erelijst
Sporting Cristal
- Primera División: 2020
- Copa Bicentenario: 2021
- Torneo Apertura: 2021